# Pergagrapta gravenhorstii
Pergagrapta gravenhorstii – gatunek błonkówki z rodziny Pergidae.

## Taksonomia
Gatunek ten został opisany w 1880 roku przez Johna O. Westwooda pod nazwą Perga gravenhorstii. Jako miejsce typowe podał on „Australazję”. Syntypem była samica. W tym samym roku opisał on ten gatunek pod jeszcze dwiema nazwami: Perga hartigii (miej. typ. Australia, syntypem była samica) i Perga peletierii (miej. typ. Australia, syntypem był samiec). Pierwszą z nich zsynonimizował Robert Bernard Benson w 1939, drugą zaś Friedrich Wilhelm Konow w 1905. W 1939 Benson przeniósł go również do rodzaju Pergagrapta.

## Zasięg występowania
Pergagrapta gravenhorstii występuje w australijskich stanach Queensland, Nowa Południowa Walia i Wiktoria.

## Biologia i ekologia
Znanymi roślinami żywicielskimi są drzewa Eucalyptus nicholii i Eucalyptus sideroxylon z rodziny mirtowatych.